# Klaus Bachler
Klaus Bachler (ur. 27 lipca 1991 w Judenburgu) – austriacki kierowca wyścigowy.

## Kariera
Klaus karierę rozpoczął w roku 2000, od startów w kartingu. W 2006 roku zadebiutował w serii wyścigów samochodów jednomiejscowych – Formule Lista Junior. Zdobyte punkty sklasyfikowały go na 14. miejscu. W kolejnym sezonie Austriak już w pierwszym pełnym roku startów sięgnął po tytuł mistrzowski.
W 2008 roku Bachler przeniósł się do Niemieckiej Formuły Masters. Reprezentując ekipę Neuhauser Racing, Klaus sześciokrotnie stawał na podium, z czego dwukrotnie na najwyższym jego stopniu (na torze w Assen oraz Hockenheimringu). Ostatecznie zmagania zakończył na 3. miejscu (miał taką samą liczbę punktów, co Nico Monien, jednak Niemiec miał lepszy bilans czwartych pozycji).
W drugim sezonie startów (w zespole URD Rennsport) Klaus został wicemistrzem serii. W trakcie zmagań dziesięciokrotnie mieścił się w pierwszej trójce, z czego trzykrotnie na trzeciej lokacie (w Oschersleben, Hockenheimie oraz Lausitz).
W październiku 2010 roku Bachler zadebiutował w Niemieckiej Formule 3 (tutaj także ścigał się w URD Rennsport). Na torze Oschersleben Austriak spisał się przyzwoicie, będąc dwukrotnie na piątej lokacie. Dzięki uzyskanym punktom, rywalizację ukończył na 15. pozycji.
W sezonie 2011 był już etatowym zawodnikiem tej stajni. Austriak należał do czołówki serii, będąc w siedmiu wyścigach na podium (w tym sześciokrotnie z rzędu), natomiast podczas startu na torze w Sachsenring i Assen okazał się najlepszy. Nie mając szans na wyższą lokatę, zwyciężył w pojedynku o 3. miejsce.
W 2012 roku wystąpił w Niemieckim Pucharze Porsche Carrera oraz Porsche Supercup. Jedynie w Porsche Carrera zdobywał punkty gdzie był ósmy w klasyfikacji końcowej. Rok później w Supercup wygrał już jeden z wyścigów. Został sklasyfikowany na siódmej pozycji w klasyfikacji generalnej. W sezonie 2014 3 razy stanął na podium i został sklasyfikowany na 4. pozycji, do końca tocząc walkę z Michaelem Ammermüllerem o trzecie miejsce.

## Statystyki
| Sezon | Seria                                               | Zespół                         | Wyścigi | Zwycięstwa | PP | NO | Podium | Punkty | Pozycja |
| ----- | --------------------------------------------------- | ------------------------------ | ------- | ---------- | -- | -- | ------ | ------ | ------- |
| 2006  | Formula Lista Junior                                | Neuhauser Racing               | 2       | 0          | 0  | 0  | 0      | 16     | 14      |
| 2007  | LO Formel Lista Junior                              | Neuhauser Racing               | 12      | 6          | 10 | 6  | 9      | 190    | 1       |
| 2008  | Formuła ADAC Masters                                | Neuhauser Racing               | 16      | 2          | 1  | 3  | 6      | 141    | 3       |
| 2009  | Formuła ADAC Masters                                | URD Rennsport                  | 16      | 3          | 2  | 4  | 10     | 188    | 2       |
| 2010  | ATS Formel 3 Cup                                    | URD Rennsport                  | 2       | 0          | 0  | 0  | 0      | 8      | 15      |
| 2011  | ATS Formel 3 Cup                                    | URD Rennsport                  | 18      | 2          | 0  | 1  | 7      | 79     | 3       |
| 2012  | Niemiecki Puchar Porsche Carrera                    | Team Deutsche Post by Tolimit  | 17      | 0          | 0  | 0  | 1      | 122    | 8       |
| 2012  | Porsche Supercup                                    | Team Deutsche Post by Tolimit  | 2       | 0          | 0  | 0  | 0      | 0      | NS†     |
| 2013  | Porsche Supercup                                    | Förch Racing                   | 9       | 1          | 0  | 0  | 1      | 73     | 7       |
| 2013  | 24h Nürburgring – SP9 GT3                           | Pinta Team Manthey             | 1       | 0          | 0  | 0  | 0      | N/A    | NS      |
| 2013  | European Le Mans Series – GTE                       | Proton Competition             | 3       | 1          | 0  | 0  | 2      | 48     | 7       |
| 2013  | Grand American Rolex Series – GT                    | Snow Racing/Wright Motorsports | 2       | 0          | 0  | 0  | 0      | 20     | 54      |
| 2013  | French GT Championship 2013                         | Autorlano                      | 2       | 0          | 0  | 0  | 0      | 0      | NS      |
| 2014  | Porsche Supercup                                    | Konrad Motorsport              | 10      | 0          | 0  | 2  | 3      | 112    | 4       |
| 2014  | 24h Le Mans – LMGTE Am                              | Proton Competition             | 1       | 0          | 0  | 0  | 0      | N/A    | 2       |
| 2014  | Niemiecki Puchar Porsche Carrera                    | Team 75 Bernhard               | 4       | 0          | 0  | 0  | 0      | 21     | 22      |
| 2014  | FIA World Endurance Championship Cup for GT Drivers | Proton Competition             | 7       | 0          | 0  | 0  | 2      | 111    | 5       |
| 2014  | FIA Endurance Trophy for GT AM drivers              | Proton Competition             |         |            |    |    |        | 36,5   | 16      |
| 2014  | United Sports Car Championship – GTD                | Dempsey Racing                 | 1       | 0          | 0  | 0  | 0      | 13     | 106     |